# گیورگی بارامیا

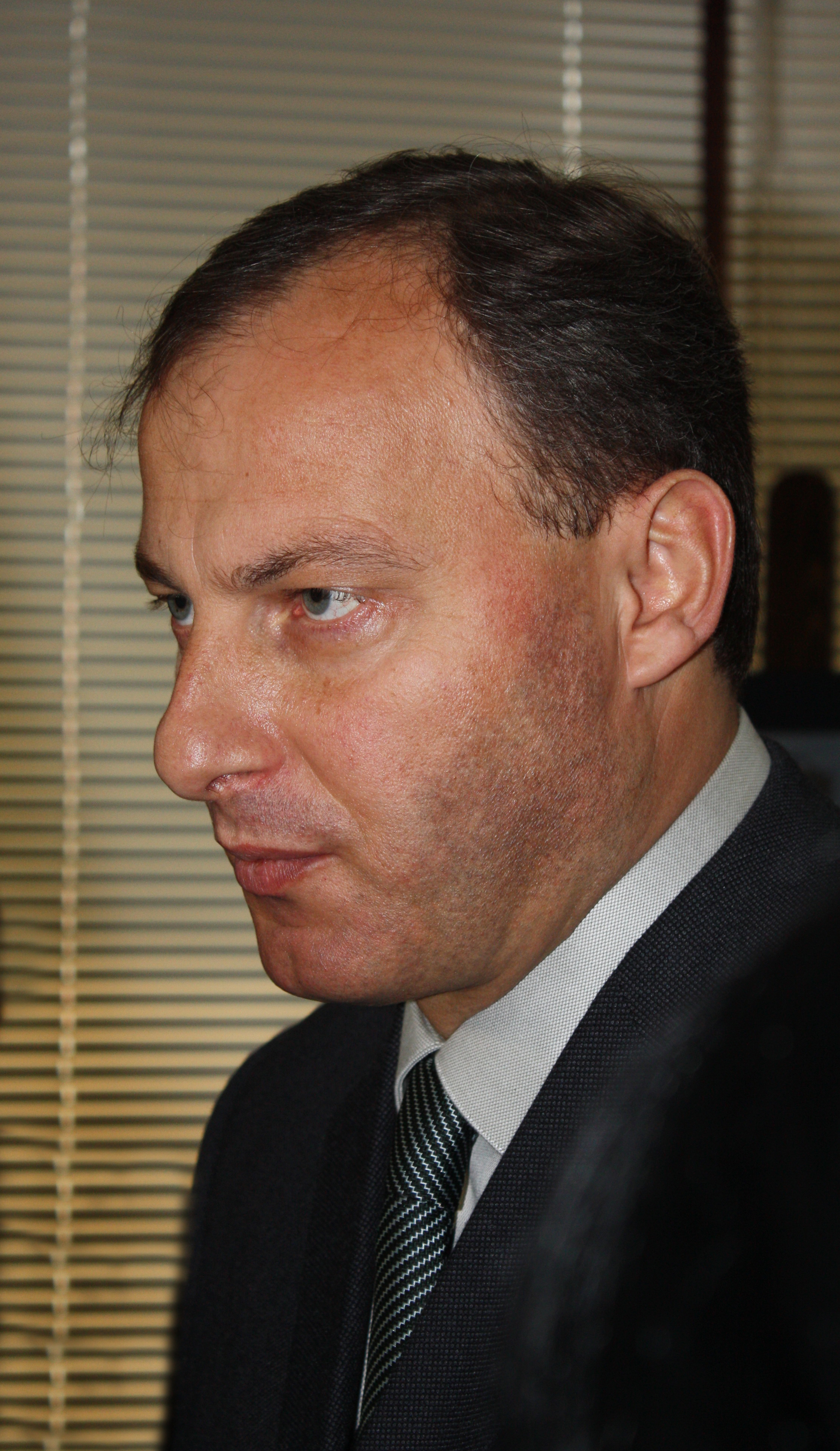
گیورگی بارامیا

گیورگی بارامیا (گرجی: გიორგი ბარამია) (متولد ۲۵ فوریه ۱۹۶۶) دیپلمات گرجی و استاندار سابق آبخازیا از ۱۵ ژوئن ۲۰۰۹ تا ۵ آوریل ۲۰۱۳ است.
بارامیا در سال ۱۹۶۶ در گرجستان شوروی متولد شد. در سال ۱۹۸۷ از مؤسسه کشاورزی نیمه گرمسیری گرجستان فارغ‌التحصیل شد و از سال ۱۹۸۸ تا ۱۹۹۳ به عنوان زراعت‌شناس و بعدها به عنوان یک مقام مالیاتی در آبخازیا کار کرد. در سال ۱۹۹۳ جنگ جدایی طلبی در آبخازیا وی را مجبور به ترک وطن خود کرد. او از سال ۱۹۹۶ تا ۲۰۰۹ در وزارت امور خارجه گرجستان و آبخازیا در مناصب سیاسی مشغول فعالیت بود.